# Championnat d'Europe du 500 mètres contre-la-montre juniors
Le Championnat d'Europe du 500 mètres féminin juniors est le championnat d'Europe du 500 mètres contre-la-montre organisé annuellement par l'Union européenne de cyclisme pour les cyclistes âgées de 17 et 18 ans. Le championnat organisé depuis 2001, a lieu dans le cadre des championnats d'Europe de cyclisme sur piste juniors et espoirs.

## Palmarès
| Année | Or                 | Argent                   | Bronze                   |
| ----- | ------------------ | ------------------------ | ------------------------ |
| 2001  | Valentina Alessio  | Clara Sanchez            | Julita Papinigyte        |
| 2002  | Elisa Frisoni      | Jennifer Strohschneider  | Sofiya Pryshchepa        |
| 2003  | Émilie Jeannot     | Magdalena Sara           | Anastasia Tchulkova      |
| 2004  | Magdalena Sara     | Annalisa Cucinotta       | Valeriya Velychko        |
| 2005  | Lyubov Shulika     | Élodie Henriette         | Anna Blyth               |
| 2006  | Lyubov Shulika     | Sandie Clair             | Virginie Cueff           |
| 2007  | Kristina Vogel     | Jessica Varnish          | Viktoria Baranova        |
| 2008  | Jessica Varnish    | Viktoria Baranova        | Magali Baudacci          |
| 2009  | Rebecca James      | Olivia Montauban         | Magali Baudacci          |
| 2010  | Tania Calvo        | Anastasiia Voinova       | Ekaterina Gnidenko       |
| 2011  | Anastasiia Voinova | Victoria Williamson      | Elis Ligtlee             |
| 2012  | Daria Shmeleva     | Elis Ligtlee             | Lidiya Pluzhnikova       |
| 2013  | Mélissandre Pain   | Doreen Heinze            | Tatiana Kiseleva         |
| 2014  | Tatiana Kiseleva   | Doreen Heinze            | Olena Starikova          |
| 2015  | Emma Hinze         | Pauline Grabosch         | Hetty van de Wouw        |
| 2016  | Mathilde Gros      | Hetty van de Wouw        | Sophie Capewell          |
| 2017  | Mathilde Gros      | Lea Friedrich            | Lauren Bate-Lowe         |
| 2018  | Yana Tyshchenko    | Viktorija Sumskyte       | Kseniia Andreeva         |
| 2019  | Emma Finucane      | Alessa-Catriona Pröpster | Taky Marie-Divine Kouamé |
| 2020  | Marith Vanhove     | Alla Biletska            | Taky Marie-Divine Kouamé |
| 2021  | Alina Lysenko      | Iona Moir                | Rhian Edmunds            |
| 2022  | Clara Schneider    | Julie Nicolaes           | Lara-Sophie Jäger        |
| 2023  | Georgette Rand     | Marie Louisa Drouode     | Bente Lürmann            |
| 2024  | Georgette Rand     | Anastasia Kuniß          | Siria Trevisan           |